# Michael Rapoport
Michael Rapoport (6 de outubro de 1948) é um matemático alemão.
É catedrático de geometria algébrico-aritmética na Universidade de Bonn. Foi laureado em 1992 com o Prêmio Gottfried Wilhelm Leibniz e em 2011 com o Prêmio Heinz Hopf.
Michael Rapoport é filho de Samuel Mitja Rapoport e irmão de Tom Rapoport, ambos renomados bioquímicos.

## Prêmios e honrarias
- 1992 Prêmio Gottfried Wilhelm Leibniz, com Christopher Deninger, Peter Schneider e Thomas Zink
- 1994 palestrante convidado do Congresso Internacional de Matemáticos em Zurique (Non-archimedean period domains)
- 1999 Prêmio Gay-Lussac Humboldt.[1]
- 2003 eleito membro da Academia Leopoldina[2]
- 2011 Prêmio Heinz Hopf
- 2012 eleito membro da Academia Europaea
- 2013 Prêmio Staudt

## Publicações selecionadas
- com P. Deligne: Les schémas de modules de courbes elliptiques. Modular functions of one variable, II (Proc. Internat. Summer School, Univ. Antwerp, Antwerp, 1972), pp. 143–316. Lecture Notes in Math., Vol. 349, Springer, Berlim 1973. doi:10.1007/978-3-540-37855-6_4.
- com A. Ash, D. Mumford, Y. Tai: Smooth compactification of locally symmetric varieties. Lie Groups: History, Frontiers and Applications, Vol. IV. Math. Sci. Press, Brookline, Mass. 1975; 2nd edition (with the collaboration of Peter Scholze), 2010, x+230 pages ISBN 978-0-521-73955-9
- com T. Zink: Über die lokale Zetafunktion von Shimuravarietäten. Monodromiefiltration und verschwindende Zyklen in ungleicher Charakteristik. In: Invent. Math. 68 (1982), no. 1, pp. 21–101. doi:10.1007/BF01394268
- com G. Laumon, U. Stuhler: {\displaystyle {\mathcal {D}}}-elliptic sheaves and the Langlands correspondence. In: Invent. Math. 113 (1993), no. 2, pp. 217–338. doi:10.1007/BF01244308
- Non-Archimedean period domains. Proceedings of the International Congress of Mathematicians, Vol. 1 (Zürich, 1994), Birkhäuser, Basel 1995, pp. 423–434.
- com M. Richartz: On the classification and specialization of F-isocrystals with additional structure. In: Composito Mathematica 103(1996), no. 2, pp. 153–182.
- com T. Zink: Period spaces for {\displaystyle p}-divisible groups. In: Annals of Mathematics Studies. 141. Princeton University Press, Princeton, NJ 1996. xxii+324  pages ISBN 0-691-02782-X
- com S. Kudla, T. Yang: Modular forms and special cycles on Shimura curves. In: Annals of Mathematics Studies. 161. Princeton University Press, Princeton, NJ, 2006. x+373 pages ISBN 0-691-12551-1
- com S. Kudla: Special cycles on unitary Shimura varieties I. Unramified local theory. In: Invent. Math. 184 (2011), no. 3, pp. 629–682. doi:10.1007/s00222-010-0298-z